# Siniphanerotomella disparclypeolus
Siniphanerotomella disparclypeolus är en stekelart som beskrevs av Ji och Chen 2003. Siniphanerotomella disparclypeolus ingår i släktet Siniphanerotomella och familjen bracksteklar. Inga underarter finns listade i Catalogue of Life.